# Гипокрейные (порядок)
Гипокрейные (лат. Hypocreales) — порядок аскомицетовых грибов класса Sordariomycetes, в составе которого: 7 семейств, 327 родов и 2647 видов. Определить представителя порядка обычно можно по их ярко окрашенному перитециальному плодовому телу или по структуре спорообразовательных систем. Обычно эти грибы имеют жёлтую, оранжевую или красную окраску.

## Систематика
В составе порядка Hypocreales имеется около 40 родов, не входящих в состав семейств этого порядка (Incertae sedis).